# 백발마녀전
백발마녀전(중국어 간체자: 白发魔女传, 정체자: 白髮魔女傳)은 량위성의 무협 소설이다. 대한민국에서는 《여도 옥나찰》(女盜 玉羅刹)이란 제목으로 출간되었다.